# 安杰洛·马佐尼
安杰洛·马佐尼（義大利語：Angelo Mazzoni，1961年4月3日—），出生于米兰，意大利男子击剑运动员。他在1980年至2000年间连续参加6届奥运会击剑比赛，共获得2枚金牌和1枚铜牌。